# Symplecis paradoxa
Symplecis paradoxa är en stekelart som beskrevs av Rossem 1988. Symplecis paradoxa ingår i släktet Symplecis och familjen brokparasitsteklar. Inga underarter finns listade i Catalogue of Life.